# Izumi (Kagoshima)
Izumi (Japans: 出水市, Izumi-shi) is een Japanse stad in de prefectuur Kagoshima. In 2015 telde de stad 54.415 inwoners. 

## Geschiedenis
Op 1 april 1954 werd Izumi benoemd tot stad (shi). In 2006 werden de gemeenten Noda (野田町) en Takaono (高尾野町) toegevoegd aan de stad.
Subprefecturen:
Kumage · Oshima

Steden:
Aira · Akune · Amami · Hioki · Ibusuki · Ichikikushikino · Isa · Izumi · Kagoshima (hoofdstad) · Kanoya · Kirishima · Makurazaki · Minamikyushu · Minamisatsuma · Nishinoomote · Satsumasendai · Shibushi · Soo · Tarumizu

Districten:
Aira · Isa · Izumi · Kagoshima · Kimotsuki · Kumage · Soo · Satsuma · Oshima

Gemeenten per district